# Università Cattolica del Sacro Cuore

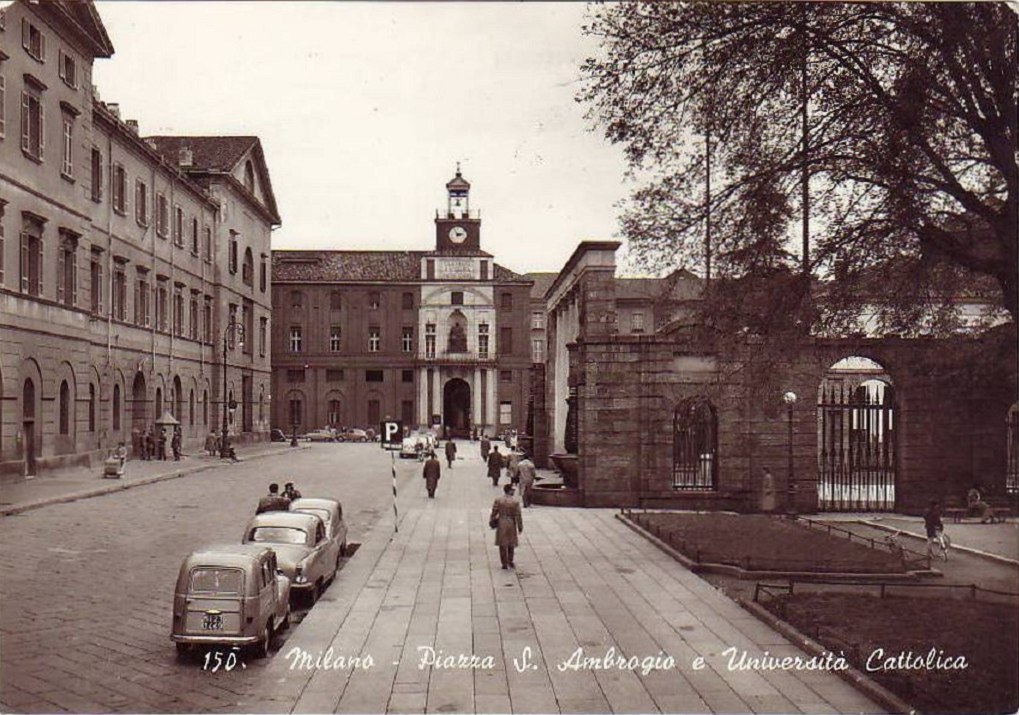
Các trường đại học trong 50

Università Cattolica del Sacro Cuore (UCSC) là một trường đại học nằm ở Milan, Italia. Trường được thành lập vào năm 1921 và được tổ chức thành 14 khoa.
UCSC đã mở rộng lĩnh vực hoạt động trong những năm qua để đáp ứng nhu cầu của một xã hội phát triển nhanh. Số khoa đã được tăng lên.

## Cựu sinh viên
- Romano Prodi
- Oscar Luigi Scalfaro